# Differensprincipen
Differensprincipen är den princip som säger att ojämlikheter i samhället är rättfärdigade endast om de gynnar de sämst ställda. Principen formulerades först i John Rawls bok A Theory of Justice från 1971 (i svensk översättning En teori om rättvisa). Rawls grundtanke är att ojämlikhet måste tjäna den som har det sämst, det vill säga att en viss ojämlikhet är legitim när den innebär att de som har det sämst likväl får det bättre än de annars skulle haft det utan denna ojämlikhet.